# Wiktor Niedosiekin
Wiktor Iwanowicz Niedosiekin (ros. Виктор Иванович Недосекин, ur. 20 stycznia 1908 w Carycynie (obecnie Wołgograd), zm. 9 lutego 1976 w Smoleńsku) – radziecki polityk, członek KC KPZR (1952-1954).
1923 ukończył szkołę fabryczną w Jenakijewe i został robotnikiem w fabryce metalurgicznej w obwodzie uralskim. Od 1929 pracował w fabryce w Swierdłowsku, 1930 został członkiem WKP(b), 1930-1932 służył w Armii Czerwonej, później wrócił do pracy w fabryce, gdzie został majstrem i kierownikiem warsztatu. Od sierpnia 1938 I sekretarz Komitetu Rejonowego WKP(b) w Swierdłowsku, od stycznia 1939 II sekretarz Komitetu Miejskiego WKP(b) w Swierdłowsku, faktyczny kierownik organizacji partyjnej w tym mieście od 10 stycznia 1939, gdy I sekretarz Komitetu Miejskiego Wasilij Andrianow został sekretarzem Komitetu Obwodowego. Od czerwca 1942 do 1946 przewodniczący Obwodowego Komitetu Wykonawczego w Swierdłowsku, równocześnie od 1 marca 1944 do 20 czerwca 1947 zastępca przewodniczącego Rady Najwyższej Rosyjskiej FSRR (deputowany do tej Rady I kadencji). Od 26 marca 1946 do lipca 1952 I sekretarz Komitetu Obwodowego WKP(b) w Swierdłowsku, równocześnie do lutego 1950 I sekretarz Komitetu Miejskiego WKP(b) w tym mieście. 1946-1954 deputowany do Rady Najwyższej ZSRR, od 19 sierpnia 1952 do 26 listopada 1953 I sekretarz Komitetu Obwodowego WKP(b)/KPZR w Tule. Od 14 października 1952 do 2 marca 1954 członek KC KPZR, 1953-1954 inspektor KC KPZR, 1954-1969 zastępca przewodniczącego Komitetu Wykonawczego Rady Obwodowej w Smoleńsku, od września 1969 do sierpnia 1971 zastępca szefa Zarządu Budownictwa w Smoleńsku, od sierpnia 1971 do marca 1973 zastępca zarządcy trustu torfowego w obwodzie smoleńskim. Delegat na XVIII (1939) i XIX (1952) Zjazdy WKP(b)/KPZR i na XVIII konferencję partyjną (1941). Pochowany w Smoleńsku.

## Odznaczenia
- Order Lenina (dwukrotnie - 15 kwietnia 1939 i luty 1947)
- Order Wojny Ojczyźnianej I klasy (luty 1945)
- Order Czerwonego Sztandaru Pracy (1957)
- Order Czerwonej Gwiazdy (styczeń 1943)
- Medal „Za zwycięstwo nad Niemcami w Wielkiej Wojnie Ojczyźnianej 1941–1945” (1945)
- Medal „Za ofiarną pracę w Wielkiej Wojnie Ojczyźnianej 1941–1945” (1945)
- Medal „W upamiętnieniu 800-lecia Moskwy” (1947)
- Medal „Weteran pracy” (1975)